# 大若松好弘
大若松 好弘（おおわかまつ よしひろ、1966年11月17日 - ）は、埼玉県越谷市出身で大鵬部屋に所属した元大相撲力士。本名は若松 好弘（わかまつ よしひろ）。身長188cm、体重158kg。得意手は左四つ、上手投げ。最高位は東前頭13枚目（1991年1月場所）。

## 来歴
中学時代はテニス部に所属していた。その頃から体が大きかったため、中学2年の時に父親の知人から、大鵬親方（元横綱・大鵬）を紹介され入門を決意。中学卒業と同時に大鵬部屋に入門し、1982年3月場所に初土俵を踏んだ。苗字が年寄株「若松」と同じであったため、苗字に「大」を付けて大若松の四股名を名乗ることとなった。以降、幕下でやや苦労したものの着実に番付を上げて行き、1988年9月場所には十両に昇進した。1場所で幕下に陥落したが、1989年3月場所に復帰すると十両に定着。1990年7月場所には新入幕を果たした。左四つの形に填った相撲では力を発揮した。しかし、通算4場所幕内を経験したが、攻めがやや遅い部分があり、怪我にも泣かされ幕内に定着することが出来なかった。その内、2場所は7勝8敗と惜しくも負け越した。幕内の土俵で左膝を故障してから本来の相撲が取れなくなり、1992年5月場所には幕下に陥落した。1994年3月場所に1度だけ十両に復帰したが十両に定着できず、幕下の土俵が続き、1996年3月場所を最後に現役を引退。年寄・音羽山を襲名し、大鵬部屋の部屋付きの親方として後進の指導に当たった。後に年寄・浅香山に名跡変更し、NHK大相撲中継の解説では明確で分かりやすい解説を行った。しかし、2002年2月12日付けで日本相撲協会を退職。退職後は、東京・錦糸町で「炭火焼肉 天」を経営したが、後に閉店。現在は流通関係の仕事についているという。

## 主な成績
- 通算成績：373勝351敗32休　勝率.515
- 幕内成績：24勝32敗4休　勝率.429
- 現役在位：85場所
- 幕内在位：4場所
- 各段優勝
  - 三段目優勝：1回（1987年9月場所）

### 場所別成績
| | 一月場所 初場所（東京） | 三月場所 春場所（大阪） | 五月場所 夏場所（東京） | 七月場所 名古屋場所（愛知） | 九月場所 秋場所（東京） | 十一月場所 九州場所（福岡） |
| --- | ----------------------- | ----------------------- | ----------------------- | --------------------------- | ----------------------- | --------------------------- |
| 1982年 （昭和57年） | x                       | （前相撲）              | 西序ノ口38枚目 3–4      | 東序ノ口13枚目 5–2          | 東序二段128枚目 4–3     | 東序二段97枚目 4–3          |
| 1983年 （昭和58年） | 西序二段73枚目 2–5      | 東序二段100枚目 4–3     | 東序二段78枚目 4–3      | 西序二段54枚目 2–5          | 東序二段87枚目 4–3      | 東序二段70枚目 4–3          |
| 1984年 （昭和59年） | 西序二段40枚目 6–1      | 西三段目80枚目 2–5      | 西序二段5枚目 2–5       | 西序二段32枚目 5–2          | 西三段目98枚目 5–2      | 西三段目65枚目 2–5          |
| 1985年 （昭和60年） | 西三段目98枚目 5–2      | 西三段目66枚目 6–1      | 西三段目21枚目 2–5      | 西三段目49枚目 5–2          | 東三段目19枚目 2–5      | 東三段目43枚目 5–2          |
| 1986年 （昭和61年） | 西三段目9枚目 4–3       | 東幕下58枚目 3–4        | 西三段目11枚目 4–3      | 西幕下54枚目 4–3            | 東幕下40枚目 1–6        | 東三段目6枚目 2–5           |
| 1987年 （昭和62年） | 東三段目36枚目 6–1      | 西幕下54枚目 5–2        | 東幕下35枚目 2–5        | 東幕下57枚目 3–4            | 西三段目9枚目 優勝 7–0  | 東幕下14枚目 3–4            |
| 1988年 （昭和63年） | 西幕下20枚目 5–2        | 東幕下10枚目 4–3        | 東幕下5枚目 4–3         | 東幕下2枚目 4–3             | 西十両13枚目 5–10       | 西幕下5枚目 4–3             |
| 1989年 （平成元年） | 西幕下2枚目 4–3         | 西十両13枚目 10–5       | 西十両5枚目 8–7         | 東十両4枚目 8–7             | 東十両3枚目 6–9         | 西十両8枚目 8–7             |
| 1990年 （平成2年） | 東十両3枚目 8–7         | 西十両2枚目 7–8         | 西十両3枚目 11–4        | 西前頭13枚目 7–8            | 西十両筆頭 7–8          | 東十両3枚目 9–6             |
| 1991年 （平成3年） | 東前頭13枚目 4–11       | 西十両5枚目 8–7         | 西十両3枚目 9–6         | 東前頭16枚目 7–8            | 西十両筆頭 9–6          | 東前頭14枚目 6–5–4          |
| 1992年 （平成4年） | 西十両3枚目 休場 0–0–15 | 西十両3枚目 2–10–3      | 西幕下2枚目 0–1–6       | 東幕下42枚目 4–3            | 東幕下31枚目 2–5        | 西幕下48枚目 4–3            |
| 1993年 （平成5年） | 東幕下38枚目 4–3        | 東幕下27枚目 4–3        | 東幕下19枚目 5–2        | 西幕下10枚目 4–3            | 東幕下6枚目 5–2         | 西幕下2枚目 4–3             |
| 1994年 （平成6年） | 西幕下筆頭 4–3          | 東十両13枚目 6–9        | 西幕下3枚目 2–5         | 西幕下16枚目 4–3            | 西幕下11枚目 4–3        | 東幕下7枚目 4–3             |
| 1995年 （平成7年） | 西幕下3枚目 4–3         | 東幕下2枚目 3–4         | 東幕下6枚目 3–4         | 東幕下12枚目 2–5            | 東幕下29枚目 2–5        | 西幕下45枚目 3–4            |
| 1996年 （平成8年） | 西幕下54枚目 5–2        | 東幕下33枚目 引退 0–3–4 | x                       | x                           | x                       | x                           |
| 各欄の数字は、「勝ち-負け-休場」を示す。 優勝 引退 休場 十両 幕下 三賞：敢=敢闘賞、殊=殊勲賞、技=技能賞 その他：★=金星 番付階級：幕内 - 十両 - 幕下 - 三段目 - 序二段 - 序ノ口 幕内序列：横綱 - 大関 - 関脇 - 小結 - 前頭（「#数字」は各位内の序列） |                         |                         |                         |                             |                         |                             |

### 幕内対戦成績
| 力士名 | 勝数 | 負数 | 力士名 | 勝数 | 負数 | 力士名   | 勝数 | 負数 | 力士名   | 勝数 | 負数 |
| ------ | ---- | ---- | ------ | ---- | ---- | -------- | ---- | ---- | -------- | ---- | ---- |
| 旭里   | 1    | 0    | 恵那櫻 | 1    | 0    | 春日富士 | 2    | 0    | 北勝鬨   | 1    | 1    |
| 旭豪山 | 1    | 0    | 旭道山 | 2    | 1    | 鬼雷砲   | 1    | 0    | 起利錦   | 0    | 2    |
| 久島海 | 1    | 1    | 琴稲妻 | 1    | 1    | 琴ヶ梅   | 1    | 2    | 琴椿     | 0    | 2    |
| 琴富士 | 0    | 1    | 逆鉾   | 0    | 1    | 陣岳     | 1    | 1    | 大輝煌   | 0    | 1    |
| 大翔鳳 | 1    | 1    | 大善   | 1    | 0    | 貴ノ浪   | 0    | 1    | 貴乃花   | 0    | 1    |
| 隆三杉 | 1    | 1    | 多賀竜 | 1    | 0    | 栃司     | 0    | 1    | 栃乃和歌 | 0    | 1    |
| 巴富士 | 0    | 1    | 豊ノ海 | 2    | 0    | 花ノ国   | 0    | 1    | 舞の海   | 0    | 1    |
| 三杉里 | 0    | 1    | 水戸泉 | 0    | 1    | 武蔵丸   | 0    | 1    | 両国     | 0    | 2(1) |

## 改名歴
- 大若松 好弘（おおわかまつ よしひろ）1982年3月場所～1994年3月場所
- 大若、松 好弘（読み方同じ）1994年5月場所～1996年3月場所

※若、は右の「ナ」と「口」の間に「、」が付いた創作漢字

## 年寄変遷
- 音羽山 好弘（おとわやま－）1996年3月～1997年11月
- 浅香山 好弘（あさかやま－）1997年11月～2002年2月